# Knoop in je Zakdoek
Knoop in je Zakdoek was een Nederlands wekelijks televisieprogramma van NTR, voorheen Teleac. Het werd sinds 2008 gepresenteerd door Marit van Bohemen en Dolores Leeuwin. In het programma namen verstandelijk beperkte mensen het tegen elkaar op. Zo moesten ze onder andere plaatjes raden en sporten. Ook waren er korte portretten te zien van de kijkers die dagelijkse problemen, door hun beperking, oplosten door zich uit te spreken. Ook waren er muzikale optredens in een grote circustent van o.a. K3 en Twarres. Het programma kreeg in 2009 een spin-off programma onder de naam Knoop Gala die op zijn beurt in 2022 werd opgevolgd met het programma Knoop & De Leeuw, beide werden gepresenteerd door Paul de Leeuw.

## Teamcaptains
- 2008-2012: Marit van Bohemen en Dolores Leeuwin
- 2000-2008: Marnix Kappers en Paula Udondek
- 1990-2000: Marnix Kappers en Sylvia Millecam